# Juan Namuncurá
Juan Antonio Arébalo Sgró Namuncurá, más conocido como Juan Namuncurá, es un músico y productor musical de nacionalidad argentina, nacido el 2 de mayo de 1962 en Cochabamba (Bolivia). De origen aimara por parte de su padre y mapuche por parte de su madre, entre sus antepasados se encuentra Toky Juan Kallfucura. Durante más de 15 años se desempeñó como «werken» (en mapuche, representante, embajador) en el ámbito sociocultural de su comunidad. 

## Biografía
Ha producido o participado en la producción de más de treinta obras musicales junto a artistas como Rubén Blades, Julieta Venegas, Daniel Binelli, Fun People, Steve Albini, Alejandro Lerner, Hilda Lizarazu, Luis María Serra y Francisco Kröpfl, entre otros.
Ha promovido la cultura indígena en todas sus formas y expresiones, sobre todo en el ámbito de la música, en el que destaca su trabajo De lo profundo de la madre tierra, una obra que recopila en 6 CD el acervo musical de las culturas mapuche, aimara, colla, toba y guaraní, utilizando instrumentos tradicionales.
Ha organizado talleres sobre propiedad intelectual y derechos de autor en comunidades indígenas, a través de los programas de extensión de las cátedras de "Derechos de los Pueblos Indígenas" y “Protección Internacional de los Derechos de Propiedad Intelectual" de la Facultad de Derecho de la Universidad de Buenos Aires e impulsado seminarios y exhibiciones de arte y artesanía indígena en Argentina y en otros países, a través de Pro Diversitas y otras ONG.[cita requerida]
Director del "Instituto de Cultura Indígena Argentina"[cita requerida], 
Director de la "Cátedra Abierta de Estudios Canadienses, Pueblos Originarios"[cita requerida], con el apoyo de la Embajada de Canadá en Argentina,
Fundador de "Pueblos de la Madre Tierra"»[cita requerida], primer partido político de base conceptual originaria abierto.
Miembro del "Consejo de Derechos Humanos de los Pueblos Indígenas" y "The Genetic Resources, Traditional Knowledge and Folklore International", organismos pertenecientes a la ONU.[cita requerida]
Miembro Fundador de LARAS, Grammy Latino.
FUNDACION AREBALO NAMUNCURA - Presidente

## Filmografía
- Retrafe - Plateros de la luna (2013), documental sobre la orfebrería tradicional mapuche[4]
- La nave de los locos (1995)[5]
- El delator (2001)[6]
- Voces de nuestra Tierra - 24 documentales sobre música y artistas originarios de Argentina - (2009)

## Obras musicales
- 1982 Iawak Foo
- 1986 Blanco Cero
- 1987 Sobretodos y Amistad
- 1988 Profundidades del Huechulafquen - Suite
- 1991 La Venganza de Piedra - (vivo)
- 1992 Mapuche (casete)
- 1993 Cosquin 93
- 1993 Winka Roca - Canción principal de la película La nave de los locos
- 1994 Tupac Amaru - Compositor de la música original de la obra teatral [cita requerida]
- 1995 Meli
- 1995 Kalfu Kalul - Compositor de la música original del ballet
- 1995/6 EscoriaL
- 1995 Casas de Fuego
- 1995 Colmillo - canción incluida e interpretada , en el CD "Memoria del Sonido" de la cantante Suna Rocha
- 1996 Hermano del alma - Compositor de la música original de la obra teatral, en homenaje a Miguel Hernández[cita requerida]
- 1996 Ruca Che - Compositor de la música original dedicada a la inauguración del estadio
- 1996 Pre olimpicos Atlanta 96 -Basquet  - Compositor de la música original de la apertura.
- 1996 F.I.V. 1996 - varios
- 1997 En Vivo en el Ruca Che
- 1997 Fail Education - Collage Sonoro
- 1997 Altomaro Namuncura
- 1997 Leandro Leiva
- 1998 Pu Choroy Piré – Obra electroacustica
- 1999 Panorama de la Musica Argentina - Compositores 1960 - 1965 - varios
- 1999 Butalon 246 – obra electroacustica
- 2001 Tejido de Piedra - varios
- 2004 De lo profundo de la madre tierra Vol.1- obra recopilatoria en 7 CD Album
- 2005 De lo profundo de la Madre Tierra - obra recopilatoria en 6 CD individuales.
- 2008 Oklahoma - (vivo) 28 de septiembre de 2008 en la University of Oklahoma
- 2009 Systema Nativo
- 2012 Energia Solar
- 2012 Energia Solar en vivo
- 2013 La mirada infinita
- 2013 Madre America - Suite para ballet intervenciones eletroacusticas /electrónicas orquesta y coro
- 2014 Energia Lunar
- 2016 Killen
- 2016 2 Piedras de Fuego – Homenaje agradecimiento a San Martin de los Andes
- 2016 Manzanas y ensueños – Homenaje al Valle de Rio Negro.
- 2017 Goose 3000
- 2017 Sobre el Agua,  Buenos Aires En Baladas - Daniel Binelli Juan Namuncura
- 2018 Zaffiro, Puente de Luz para Mundos
- 2018 Suite Profundidades del Huechulafquen (en vivo Biblioteca de la Nación)
- 2019 Goose 3000 (en vivo Biblioteca Nacional)
- 2019 Me perdi en NY – Extractos en vivo -  Piano Concert  - Catedral Saint Peter- new York)
- 2020 Circulo de Agua (música para Ballet contemporáneo de Brookling)
- 2020 Zaffiro, Puente de Luz para Mundos (en vivo)
- 2021 Horizontes Eternos I – Maestros del Amanecer - Electro/electronic/electroacustic Work on Beethoven, Liszt, Mozart Music
- 2022 Recuerdo en petalos
- 2022 Mapuche Mode (projecto en curso)